# Adolf Hesensko-Philippsthalsko-Barchfeldský
Adolf von Hessen-Philippsthal-Barchfeld (29. června 1743 v Ypernu – 17. července 1803 v Barchfeldu) byl Lankrabě v Hesensko-Philippsthalsko-Barchfeldsku z dynastie Hesenských.

## Život
Byl synem landkaběte Viléma Hesensko-Philippsthalsko-Barchfeldského (1692–1761). Lankrabětem se stal po smrti jeho bezdětného bratra Fridricha v roce 1777.
Kariéru započal ve službách Hesenska-Kasselska. Dále byl v holandských službách, kde se stal plukovníkem v 3. pěším pluku Oranien-Nassau. V roce 1773 odešel do pruské armády. Roku 1777 byl Fridrichem II. jmenován generálmajorem. Bojoval ve válce o bavorské dědictví a v této válce na něho zaútočil generál Wurmser a po tomto útoku byl lankrabě Adolf vzat do rakouského zajetí. V roce 1780 opustil vojenskou službu a odešel na své panství do Barchfeldu.

## Manželství a potomci
Dne 18. října 1781 se Adolf oženil s Luisou Sasko-Meiningenskou (1752–1805). Z manželství vzešlo šest potomků:
- Fridrich (1782–1783), zemřel v dětství
- Karel (27. června 1784 – 17. července 1854), lankrabě Hesenska-Philippsthalska-Barchfeldska
  - ∞ Augusta zu Hohenlohe-Ingelfingen (1793–1821)
  - ∞ Sophie zu Bentheim und Steinfurt (1794–1873)
- Vilém (10. srpna 1786 – 30. listopadu 1834), ⚭ 1812 Juliana Dánská (18. února 1788 – 9. května 1850)

- Jiří (1787–1788), zemřel v dětství
- Arnošt Fridrich (28. ledna 1789 – 19. dubna 1850), svobodný a bezdětný
- Šarlota (*/† 1794), narozena mrtvá